# Uneltele gândirii
Uneltele gândirii este un film românesc din 1967 regizat de Zoltan Terner.